# Galium ciliare
Galium ciliare är en måreväxtart som beskrevs av Joseph Dalton Hooker. Galium ciliare ingår i släktet måror, och familjen måreväxter.

## Underarter
Arten delas in i följande underarter:
- G. c. ciliare
- G. c. terminale